# Y.T.黙示録 †ル・シエル メモワール†
「Z/X -Zillions of enemy X- NF DramaCD (8)「Y.T.黙示録 †ル・シエル メモワール†」(ワイ ティー もくしろく ル・シエル メモワール)」は、ブロッコリー発売のトレーディングカードゲーム、Z/X（ゼクス）8枚目のドラマCD。2016年7月22日に発売された。

## 概要
天王寺大和（CV.谷山紀章）とクレプス（CV. 牧野由依）、大人の雰囲気を持つふたりにまつわる物語。
舞台は彼らを雇った組織「百目鬼財団」の支部である「黒崎神門」暗殺の拠点。
迷い込んだ倉敷世羅（CV. 金元寿子）や上柚木八千代（CV. 村川梨衣）との騒動が描かれる。

## 収録内容
1. ドラマパート『† ル・シエル イリュジオン †』 [57:01] 
出演 : 天王寺大和（CV.谷山紀章）
クレプス（CV. 牧野由依）
上柚木八千代（CV. 村川梨衣）
アルモタヘル（CV. 村中知）
倉敷世羅（CV. 金元寿子）

1. Never Ending Story [4:12] 
歌 : 那由多の鈴クレプス（CV. 牧野由依）
作詞 / 作曲 / 編曲 : 真鍋旺嵩、吹野クワガタ、中沢昭宏

## 封入特典
ゼクスカード 「那由多の鈴クレプス」 2枚